# Ernie Banks
Pour les articles homonymes, voir Banks.
Ernest Banks, communément appelé Ernie Banks (né le 31 janvier 1931 à Dallas, Texas et mort le 23 janvier 2015 à Chicago, Illinois), est un joueur américain de baseball qui évolue chez les Cubs de Chicago en Ligue nationale de 1953 à 1971.
Joueur d'arrêt-court jusqu'en 1961 puis joueur de premier but à partir de 1962, Banks est élu joueur par excellence de la Ligue nationale en 1958 et 1959. Il frappe 512 coups de circuit en carrière, ce qui le place en 2015 au 22e rang de l'histoire et détient de 1958 à 2001 le record de circuit en une saison (47) par un joueur d'arrêt-court. Surnommé Mr. Cub, il mène la franchise des Cubs de Chicago pour, entre autres, les matchs joués, les circuits et les coups sûrs de plus d'un but. Son numéro 14 est le premier retiré par les Cubs.
Il est intronisé au Temple de la renommée du baseball en 1977 et élu dans l'équipe du siècle en 1999.

## Carrière
Natif du Texas, Banks pratique le football américain, le basket-ball et la baseball à l'école secondaire. Il devient joueur professionnel en 1948 en signant pour les Amarillo Colts, une formation de Negro League, avant de rejoindre les Kansas City Monarchs en 1950. Il part à l'armée puis signe en ligue majeures chez les Cubs de Chicago en 1953.
Le 17 septembre 1953, trois jours avant Gene Baker, Ernie Banks est le premier Afro-Américain à jouer pour les Cubs.
Cet arrêt-court est un puissant frappeur qui accumule plus de 40 coups de circuit lors de cinq saisons avec une pointe à 47 en 1958. Il est parmi les joueurs qui ont frappé 500 coups de circuit.
Il est élu le joueur par excellence de la Ligue nationale en 1958 avec 193 coups sûrs, 47 coups de circuit et 129 points produits, et conserve le prix en 1959 avec 179 coups sûrs 45 circuits et 143 points produits. Ses 47 circuits en 1958 sont un record pour un joueur d'arrêt-court et la marque ne sera brisée qu'en 2001 par Alex Rodriguez.
Il passe en première base à partir de 1962. Il connait des huit sélections dans le match des étoiles comme arrêt-court de 1956 à 1962, puis trois comme joueur de première base en 1965, 1967 et 1969.

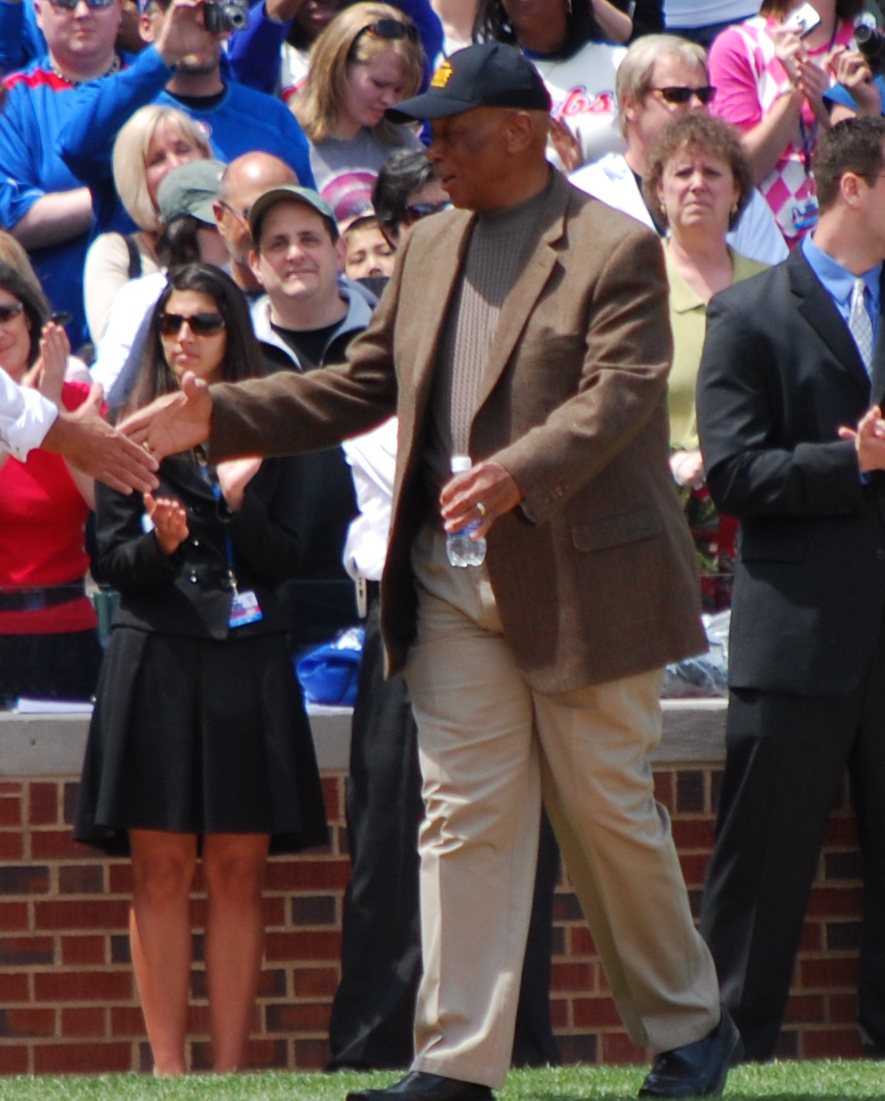
Ernie Banks en 2009.

Il est deux fois champion du baseball majeur pour les coups de circuit (1958, 1960) et les points produits (1958, 1959) en une saison et mène la Ligue nationale pour la moyenne de puissance en 1958. Surnommé Mr. Cub, il mène la franchise des Cubs de Chicago pour les matchs joués, les présences au bâton, les circuits, le total de buts (4 706) et les coups sûrs de plus d'un but (1 009), en plus d'être second de l'histoire de la franchise pour les coups sûrs (2 583) et les points produits (1 636). Il est aussi le seul arrêt-court qui a réussi à frapper plus de 500 coups de circuit, jouant 1125 parties comme arrêt-court, 1259 comme joueur de premier but, 69 parties comme joueur de troisième but et 23 comme joueur de champ extérieur.
Les Cubs n'atteignent jamais les séries éliminatoires au cours des 19 saisons jouées par Banks, ce qui en fait le joueur ayant disputé le plus grand nombre de matchs (2 528) de saison régulière sans apparaître dans une seule partie d'après-saison.
En 2015, Banks meurt dans sa maison de Chicago. Il avait 83 ans. Il est enterré au cimetière de Graceland à Chicago.

## Statistiques
| Statistiques de frappeur |                |                |      |      |      |      |     |    |     |      |    |    |     |      |       |       |       |
|                          |                |                | G    | AB   | R    | H    | 2B  | 3B | HR  | RBI  | SB | CS | BB  | SO   | BA    | OBP   | SLG   |
| Totaux                   | 19 saisons MLB | 19 saisons MLB | 2528 | 9421 | 1305 | 2583 | 407 | 90 | 512 | 1636 | 50 | 53 | 763 | 1236 | 0,274 | 0,330 | 0,500 |